# 博爾斯 (加利福尼亞州)
博爾斯（英語：Boles）是位於美國加利福尼亞州莫多克縣的一個非建制地區。該地的面積和人口皆未知。

## 地理
博爾斯的座標為41°32′21″N 121°03′33″W / 41.53917°N 121.05917°W，而該地的平均海拔高度為1487米（即4879英尺）。